# Kai Ehlers

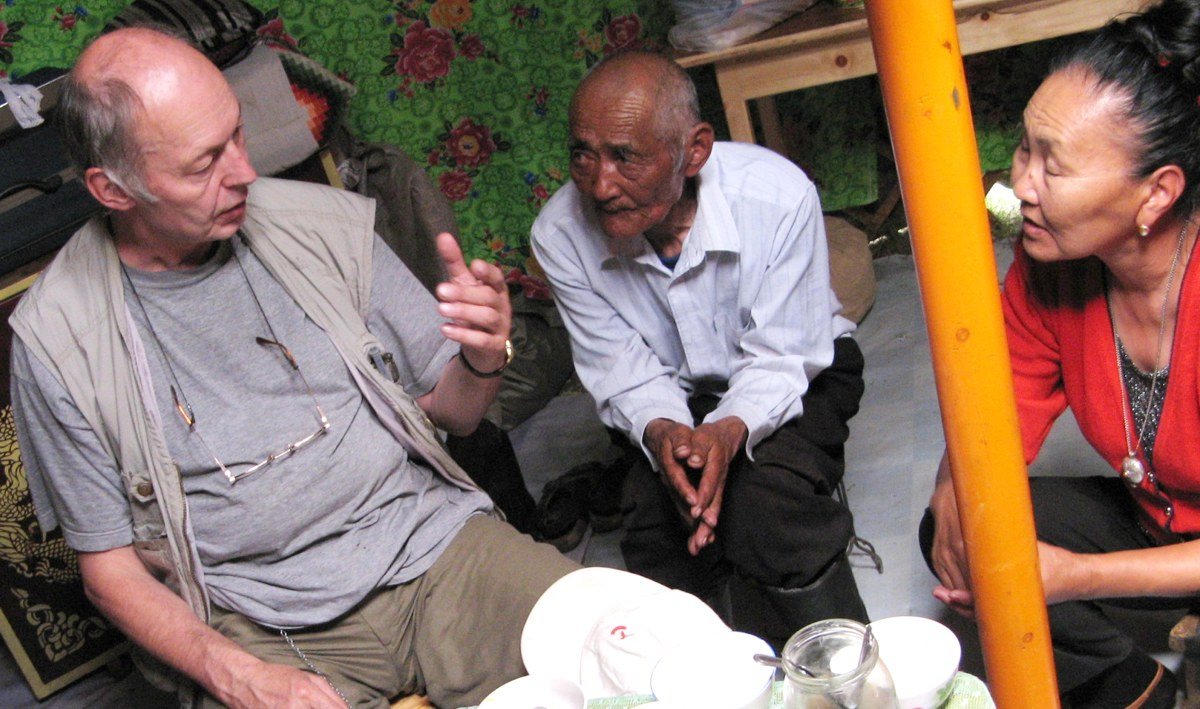
Kai Ehlers (li.) 2006 in der Mongolei

Kai Ehlers (* 19. April 1944 in Brüx, Reichsgau Sudetenland; † 22. Juni 2025 in Hamburg) war ein deutscher Sachbuchautor, der sich vor allem mit der Entwicklung des post-sowjetischen Raumes beschäftigte. In Print- und Online-Medien veröffentlichte er Reportagen und politische Kommentare, so im Wochenmagazin Der Freitag, in Russland.ru und im Eurasischen Magazin.

## Leben
Ehlers wurde in Brüx am Südrand des Erzgebirges im damaligen Sudetenland geboren und verlebte nach der Vertreibung seiner Familie aus der Tschechoslowakei eine Nachkriegsjugend in wechselnden familiären Verhältnissen und an verschiedenen Orten der Bundesrepublik Deutschland. 1964 legte er am neusprachlich-humanistischen Gymnasium Melle (Niedersachsen) die Abiturprüfung ab. Eigenen Angaben zufolge studierte er anschließend Germanistik, Publizistik und Theaterwissenschaft in Göttingen, ab 1967 in Westberlin.
1985 lernte er seine Partnerin Frederike Dall’Armi kennen, mit der er zwei Kinder aufzog. Im Juni 2025 verstarb er nach kurzer Krankheit friedlich im Kreise seiner Familie und Freunde.

### Tätigkeit in der Neuen Linken
1969 zog Ehlers nach Hamburg und war dort Mitbegründer der Kommune „Ablassgesellschaft“, 1971 des Kommunistischen Bundes Hamburg Hamburg und Redakteur und presserechtlich Verantwortlicher von dessen Zeitung Arbeiterkampf (AK, später analyse & kritik).
Als Autor schrieb er vor allem zu den Themen Demokratie und Recht, Polizei und Verfassungsschutz, Faschismus und Antifaschismus und zu allgemeinen Fragen der Staatsentwicklung, anfangs unter dem Pseudonym „F.“, ab 1978 unter vollem Namen. Dazu arbeitete er zwischen 1972 und 1989 als Initiator und Leiter der „Antifaschismus-Kommission“, der „Anti-Repressions-Kommission“ und des „Initiativ-Komitees Arbeiterhilfe“ des Kommunistischen Bundes.
Als im Oktober 1977 nach den Suiziden der RAF-Häftlinge in der Todesnacht von Stammheim in der Zeitung AK die Ermittlungsergebnisse der Staatsanwaltschaft kritisiert wurden, wurde Ehlers als presserechtlich Verantwortlicher der Zeitung angeklagt wegen Staatsverleumdung. Die Anklage wurde später fallen gelassen.

### Forschungen zur nachsowjetischen Transformation und Russland
Ab 1983 unternahm Ehlers Reisen in die Sowjetunion und später nach Russland, in die Mongolei und nach China.
Ab 1989 war er hauptsächlich in Russland tätig. Seit Mitte der 1990er Jahre initiierte er einige wissenschaftliche Kongresse zur Transformation in Russland, teilweise in Zusammenarbeit mit der Rosa-Luxemburg-Stiftung. In den folgenden Jahren verlagerte er seinen Arbeits- und Forschungsschwerpunkt ganz auf die Transformation des nachsowjetischen Raums, insbesondere Russlands, und seine lokalen und globalen Folgen.
Ab 1997 erweiterte er sein Augenmerk auf Zentralasien, die Mongolei und seit 2002 auch auf Chinas Rolle für die Neuordnung Eurasiens und den Prozess der Globalisierung. In diesem Zusammenhang übersetzte und publizierte er auch wiederentdeckte frühe Epen in Russland lebender eurasischer Völker. Zu Russland und dem nachsowjetischen Raum publizierte er zahlreiche Bücher, Rundfunkbeiträge sowie Artikel und Analysen in einer Reihe von Medien.
2014 bis 2023 arbeitete Ehlers als Redakteur für die Onlinezeitung Russland.ru.

### Mitgliedschaften
- Gründungsmitglied des Kommunistischen Bundes 1971 und Redakteur von dessen Zeitung Arbeiterkampf, später analyse&kritik
- Begründer und Vorsitzender des „Nowostroika e. V.“
- Gründung der Initiativen „Kultur der Jurte“ und „Schafft zwei, drei, viele Jurten“, die sich für die Unterstützung einer ökologisch orientierten Modernisierung mongolischer Jurtengemeinschaften sowie den Kulturaustausch zwischen Mongolen und Deutschen einsetzen.
- Initiator des „Forum integrierte Gesellschaft“, das sich für die Entwicklung des interkulturellen Dialoges zwischen verschiedenen alternativen Strömungen, Gesellschaftskonzeptionen und kulturellen Szenen einsetzt.
- Mitglied im „LIT“, Literaturzentrum Hamburg, bei Attac sowie dem „Netzwerk Grundeinkommen e. V.“
- Initiator und Leiter der „Schule des Labyrinthes“

### Auszeichnungen
- „Freund des tschuwaschischen Volkes“ für die Übersetzung des tschuwaschischen Epos „Attil und Krimkilte“ als Teil des Sagenkreises der Nibelungen

## Schriften
- Gorbatschow ist kein Programm. Begegnungen mit Kritikern der Perestroika. Konkret-Literatur-Verlag, Hamburg 1989, ISBN 3-922144-93-4.
- Sowjetunion. Gewaltsam zur Demokratie? Im Labyrinth der Wiedergeburt zwischen Asien und Europa. Galgenberg, Hamburg 1991, ISBN 3-87058-110-7.
- Jenseits von Moskau. 186 und eine Geschichte von der inneren Entkolonisierung. Eine dokumentarische Erzählung, Porträts und Analysen in drei Teilen. Schmetterling-Verlag, Stuttgart 1994, ISBN 3-926369-07-8.
- Herausforderung Russland. Vom Zwangkollektiv zur selbst bestimmten Gemeinschaft? Eine Bilanz der Privatisierung. Schmetterling-Verlag, Stuttgart 1997, ISBN 3-89657-070-6.
- Erotik des Informellen. Impulse für eine andere Globalisierung aus der russischen Welt jenseits des Kapitalismus. Von der Not der Selbstversorgung zur Tugend der Selbstorganisation. Edition 8, Zürich 2004, ISBN 3-85990-049-8.
- Russland: Aufbruch oder Umbruch? Zwischen alter Macht und neuer Ordnung. Gespräche und Impressionen. Pforte, Dornach 2005, ISBN 3-85636-184-7.
- Grundeinkommen für alle. Sprungbrett in eine integrierte Gesellschaft. Pforte, Dornach 2006, ISBN 978-3-85636-191-4.
- Asiens Sprung in die Gegenwart. Russland – China – Mongolei. Die Entwicklung eines Kulturraums. Pforte, Dornach 2006, ISBN 3-85636-189-8.
- Die Zukunft der Jurte. Kulturkampf in der Mongolei? Gespräche in Ulaanbaatar mit Prof. Dr. Dorjpagma Sharav und Dr. Ganbold Dagvadorj. Mankau, Murnau 2007, ISBN 3-938396-01-6.
- Russland – Herzschlag einer Weltmacht. Im Gespräch mit Jefim Berschin. Pforte, Dornach 2009, ISBN 978-3-85636-213-3.
- Kartoffeln haben wir immer. Überleben in Russland zwischen Supermarkt und Datscha. Horlemann, Bad Honnef 2010, ISBN 978-3-89502-293-7.
- Attil und Krimkilte. Das tschuwaschische Epos zum Sagenkreis der Nibelungen. Übersetzt und herausgegeben von Kai Ehlers in Zusammenarbeit mit Mario Bauch und Christoph Sträßner, Rhombos-Verlag, Berlin 2011, ISBN 978-3-941216-50-1.
- Die Kraft der „Überflüssigen“. Der Mensch in der globalen Perestroika. Pahl-Rugenstein, Bonn 2013, ISBN 978-3-89144-463-4.
- 25 Jahre Perestroika. Gespräche mit Boris Kagarlitzki. Laika-Verlag, Hamburg 2014
  - Band 1: Gorbatschow und Jelzin. 1983–1996/97: Perestroika, Putsch, Revolte, Übergang in die Restauration. ISBN 978-3-944233-28-4,
  - Band 2:  Jelzins Abgang, Putin und Medwedew. 1997 bis heute: Stabilisierung, restaurative Normalisierung, Eintritt in die globale Krise. ISBN 978-3-944233-29-1.

### Beiträge in Sammelbänden
- Peter Strutynski (Hrsg.): Ein Spiel mit dem Feuer. Die Ukraine, Russland und der Westen. PapyRossa-Verlag, Köln 2014, ISBN 978-3-89438-556-9.
- Ronald Thoden, Sabine Schiffer (Hrsg.): Ukraine im Visier. Russlands Nachbar als Zielscheibe geostrategischer Interessen. Selbrund, Frankfurt 2014, ISBN 978-3-9816963-0-1.

### Herausgaben
- Anti-faschistische Russell-Reihe. Reents, 1977–1978.